# Kazuki Takahashi

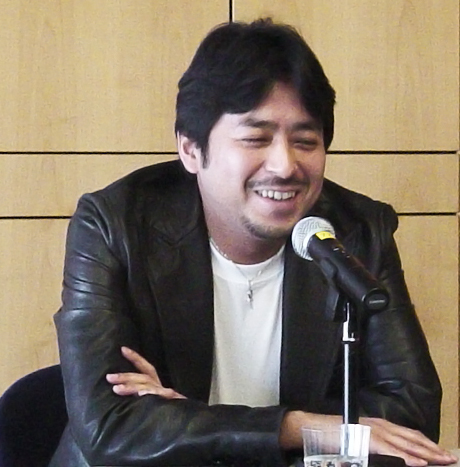
Kazuki Takahashi (2006)

Kazuki Takahashi (jap. 高橋 和希, Takahashi Kazuki; * 4. Oktober 1961 in Tokio; † 4. Juli 2022 bei Nago, Okinawa) war ein japanischer Mangaka (Comiczeichner) und bekannt durch die von ihm 1996 geschaffene, weltweit erfolgreiche Manga-Serie Yu-Gi-Oh!
Neben dem Manga, den der Carlsen Verlag in Deutschland verlegt, existieren zahlreiche Videospiele, Kartenspiele und drei Filme zu Yu-Gi-Oh!. Die Nachfolgeserien Yu-Gi-Oh! GX und Yu-Gi-Oh! 5D’s wurden nicht mehr von Takahashi gezeichnet.

## Frühes Leben
Kazuo Takahashi wurde am 4. Oktober 1961 in Tokio geboren. In seiner Kindheit zeichnete er Mangas, die ihm gefielen, wie z. B. Tiger Mask, Ultraman, Space Battleship Yamato, Mazinger Z, Devilman und Kamen Rider. In seiner Jugend spielte er auch Tennis.
Da er sich nicht für sein Studium interessierte, wurde Takahashi von seinem Klassenlehrer als „die Kackmaschine, die nichts kann außer essen, schlafen und kacken“ beschimpft. Verärgert über diese Demütigung beschloss Takahashi, Manga-Zeichner zu werden. In seinem zweiten Jahr an der High School wollte er auch als Hintergrundzeichner bei Tezuka Productions arbeiten. Er plante, die Schule abzubrechen, wenn er die Aufnahmeprüfung bestehen würde, scheiterte jedoch, da seine zeichnerischen Fähigkeiten noch nicht dem Industriestandard entsprachen. Takahashi gab sein Ziel, Animateur zu werden, auf und wurde stattdessen Designer von Firmenlogos und Bannern, wozu auch Entwürfe für japanische Spielautomaten gehörten. Zu dieser Zeit begann er, seine Mangas bei Verlagen einzureichen.

## Karriere
Im Jahr 1981, im Alter von 20, gewann Takahashi's one-shot manga Ing! Love Ball, den er unter dem Pseudonym „Hajime Miyabi (雅はじめ, Miyabi Hajime)“ einreichte, den Shogakukan New Comic Award und wurde noch im selben Jahr im Weekly Shōnen Sunday veröffentlicht. Sein Seriendebüt gab er 1986 mit Gō-Q-Chōji Ikkiman, einer Adaption des gleichnamigen TV-Sportanimes, die im Weekly Shōnen Magazine von Kodansha erschien. In der Zwischenzeit erklärte Takahashi, dass er in extremer Armut lebe und es in seinem Haus noch nicht einmal Strom gebe. George Morikawa, Autor von Hajime no Ippo, beschrieb seinen damaligen Wohnort als baufällige Holzwohnung aus der Showa-Ära. Da seine frühen Werke unrentabel waren, wechselte Takahashi zu Shueisha. 1990 wurde sein One-Shot Tokiō no Taka in Weekly Shōnen Jump veröffentlicht. Ein weiterer Manga, Tennenshoku Danji Buray, wurde von 1991 bis 1992 in dem Magazin veröffentlicht.
1996 brachte Takahashi Yu-Gi-Oh! unter dem Pseudonym „Kazuki Takahashi“ in Weekly Shōnen Jump heraus, wo die Serie bis 2004 fortgesetzt wurde. Sie wurde ein großer Erfolg und hat sich mehr als 40 Millionen Mal verkauft. Yu-Gi-Oh! hat zudem, mehrere Medienadaptionen erhalten, insbesondere eine Anime-Fernsehserie und ein Sammelkartenspiel, das von Konami entwickelt wurde und das den Guinness-Weltrekord für das meistverkaufte Sammelkartenspiel der Geschichte hält mit mehr als 25,1 Milliarden verkauften Karten im Jahr 2011. Nach dem Ende der ursprünglichen Manga-Serie überwachte Takahashi die von seinen Assistenten erstellten Adaptionen wie Yu-Gi-Oh! R von Akira Itō, Yu-Gi-Oh! GX von Naoyuki Kageyama und Yu-Gi-Oh! 5D's von Masashi Sato. Er war auch an der Animationsproduktion von Yu-Gi-Oh! Bonds Beyond Time und Yu-Gi-Oh! The Dark Side of Dimensions beteiligt.
2013 wurde sein One-Shot-Manga Drump in Weekly Shōnen Jump veröffentlicht. 2015 erhielt Takahashi den Inkpot Award der Comic-Con International für seine herausragenden Beiträge für die Comic-Welt 2018 veröffentlichte Takahashi die limitierte Serie The Comiq in Weekly Shōnen Jump. Takahashi schrieb auch einen zweiteiligen Manga mit dem Titel Secret Reverse für die Marvel × Shōnen Jump+ Super Collaboration, der im September 2019 auf Shōnen Jump+ veröffentlicht wurde.

## Künstlerischer Stil
Takahashis früher Zeichenstil war ein komödiantischer Gekiga-Stil, der vom traditionellen Anime beeinflusst war. Einige Illustratoren wie Drew Struzan, Alphonse Mucha und Norman Rockwell hatten Einfluss auf Takahashis späteren Stil. Als traditionelle Zeichenwerkzeuge wählte er G-Pen, Aquarellfarben und Copic-Marker, während er bei der Post-Manga-Serialisierung Adobe Photoshop und Painter verwendete.

## Persönliches
Takahashi spielte gerne Spiele wie Shogi, Mahjong, Kartenspiele und Tabletop-Rollenspiele. In einem Interview mit Shonen Jump gab Takahashi an, dass zu seinen Lieblingsmangas anderer Autoren Akira von Katsuhiro Otomo, JoJo’s Bizarre Adventure von Hirohiko Araki und Dragon Ball von Akira Toriyama gehören. Er las auch gerne amerikanische Comics und gab an, dass Hellboy seine amerikanische Lieblingscomicfigur sei. Sein Haushund, ein Shiba Inu namens Taro (タロ), war die Grundlage für die Yu-Gi-Oh! Trading Card Game-Monsterkarte Shiba-Warrior Taro (柴戦士しばせんしタロ); das Artwork der Karte wurde von Takahashi persönlich gezeichnet. Takahashi tauchte auch gerne im Meer und besuchte jeden Juli die Küste von Okinawa.
Takahashi drückte gelegentlich seine politischen Ansichten in seiner Kunst aus, wie zum Beispiel, als er auf Instagram eine Zeichnung von Yu-Gi-Oh!-Charakteren postete, die die Regierung von Shinzo Abe kritisierte und seine Anhänger aufforderte, bei den Wahlen zum Repräsentantenhaus 2019 „für Gerechtigkeit“ zu stimmen. Später entschuldigte er sich hierfür.

## Tod
Am 6. Juli 2022 wurde ein lebloser Mann vor der Küste von Nago in der Präfektur Okinawa aufgefunden und später als Kazuki Takahashi identifiziert. Den Untersuchungen der Gerichtsmediziner zufolge ist Takahashi während eines Tauchgangs ertrunken. Takahashi trug zum Zeitpunkt seines Todes eine Schnorchelausrüstung. Kurz vor seinem Tod ging noch ein Hilferuf bei der Küstenwache ein. Nach späteren Aussagen eines Augenzeugen kam Takahashi am 4. Juli 2022 beim Versuch ums Leben, eine Frau und deren Tochter vor dem Ertrinken zu retten.

## Werke

### Als Hajime Miyabi
- Ing! Love Ball (ING!ラブボール) (1981; one-shot, veröffentlicht in Shogakukan's Weekly Shōnen Sunday)
- Kyōgaku Sensen SOS!! (共学戦線SOS！！) (1982; one-shot, veröffentlicht in Shogakukan's Weekly Shōnen Sunday)
- Ano Ko ni Scramble (あの娘にスクランブル) (1982; one-shot, veröffentlicht in Shogakukan's Weekly Shōnen Sunday)
- Yū Yua Yū (勇ユア優) (1982; one-shot, veröffentlicht in Shogakukan's Weekly Shōnen Sunday)
- Hajimemashite Ran Desu!! (はじめまして蘭です！！) (1983; one-shot, veröffentlicht in Shogakukan's Weekly Shōnen Sunday)

### Als Kazuo Takahashi
- Gō-Q-Chōji Ikkiman (剛Q超児イッキマン) (1986; veröffentlicht in Kodansha's Weekly Shōnen Magazine)
- Tokiō no Taka (闘輝王の鷹) (1990; one-shot, veröffentlicht in Shueisha's Weekly Shōnen Jump)
- Battle Mind (バトルマインド) (1991; one-shot, veröffentlicht in Shueisha's Weekly Shōnen Jump)
- Tennenshoku Danji Buray (天燃色男児BURAY) (1991–1992; veröffentlicht in Shueisha's Weekly Shōnen Jump)

### Als Kazuki Takahashi
- Yu-Gi-Oh! (遊☆戯☆王) (1996–2004; veröffentlicht in Shueisha's Weekly Shōnen Jump)
- Drump (2013; one-shot, veröffentlicht in Shueisha's Weekly Shōnen Jump)
- The Comiq (2018; veröffentlicht in Shueisha's Weekly Shōnen Jump)
- Secret Reverse (2019; veröffentlicht auf Shueisha's Shōnen Jump+)

#### Sonstige
- Button: 3 Episoden von Anime-Kurzfilmen (2010; veröffentlicht auf Studio Dices offizieller Website)